# Daniel Goleman
Daniel Goleman (Stockton, 7 marzo 1946) è uno psicologo, scrittore e giornalista statunitense.
Ha studiato all'Amherst College, dove è stato allievo di Alfred F. Jones. Si è laureato ad Harvard, specializzandosi in "psicologia clinica e sviluppo della personalità", dove successivamente ha anche insegnato.
A lungo ha scritto sul New York Times di temi concernenti la neurologia e le scienze comportamentali.
L'opera più conosciuta di Goleman è "Intelligenza emotiva" (Emotional Intelligence) del 1995. In questo libro l'autore afferma, tra l'altro, che la conoscenza di sé, la persistenza e l'empatia sono elementi che nascono dall'intelligenza umana, e sono quelli che probabilmente influenzano maggiormente la vita dell'uomo. Spesso queste capacità, che vanno a costituire l'intelligenza emozionale, erano sottovalutate, ignorate o non considerate come elemento rilevante nel computo del noto ma ridimensionato quoziente d'intelligenza (QI).
Goleman si è occupato molto anche di meditazione e mindfulness. A tale argomento dedicò il suo primo libro, "The Varieties of the Meditative Experience", pubblicato nel 1977, poi ripubblicato nel 1988 con il titolo "The Meditative Mind" e tradotto in italiano con il titolo "La forza della meditazione. Che cos'è, perché può renderci migliori". Altre due opere popolari su questo argomento sono state in particolare "Emozioni distruttive", scritto insieme al Dalai Lama, e "La meditazione come cura", scritto con Richard J Davidson.
Goleman ha ricevuto molti premi e riconoscimenti per le sue ricerche: due nomination al Premio Pulitzer per i suoi articoli, un premio alla carriera dall'American Psychological Association e l'elezione a membro dell'American Association for the Advancement of Science.

## Opere
- La forza della meditazione. Che cos'è, perché può renderci migliori (The Varieties of the Meditative Experience, 1977; col titolo The Meditative Mind: The Varieties of Meditative Experience, 1988), traduzione di l. Santini, Collana Saggi stranieri, Milano, Rizzoli, 1997, ISBN 978-88-178-4519-9.
- Intelligenza emotiva (Emotional Intelligence: Why It Can Matter More Than IQ, 1995), traduzione di Isabella Blum e Brunello Lotti, Collana Saggi stranieri, Milano, Rizzoli, 1996, ISBN 978-88-178-4468-0.
- Menzogna, autoinganno, illusione, Milano, Rizzoli, 1998.
- Lavorare con l'intelligenza emotiva (Working with Emotional Intelligence, 1998), traduzione di I. Blum, Collana Saggi stranieri, Milano, Rizzoli, 1998, ISBN 978-88-178-6000-0.
- D. Goleman-Michael Ray-Paul Kaufman, Lo spirito creativo, traduzione di I. Blum, Collana Saggi stranieri, Milano, Rizzoli, 1999, ISBN 978-88-178-6062-8.
- D. Goleman-Richard E. Boyatzis-Annie McKee, Essere leader (Primal Leadership: Unleashing the Power of Emotional Intelligence, 2001), traduzione di C. Ripamonti e T. Nigi, Collana Saggi stranieri, Milano, Rizzoli, 2002, ISBN 978-88-178-6846-4.
- D. Goleman-Dalai Lama, Emozioni distruttive. Liberarsi dai tre veleni della mente: rabbia, desiderio e illusione, traduzione di R- Cagliero, Collana Saggi, Milano, Mondadori, 2003, ISBN 978-88-045-1238-7.
- Intelligenza sociale (Social Intelligence: Beyond IQ, Beyond Emotional Intelligence, 2006), traduzione di V. Pazzi, Milano, Rizzoli, 2006, ISBN 978-88-170-1312-3.
- Intelligenza ecologica (Ecological Intelligence: The Hidden Impacts of What We Buy, 2009), traduzione di D. Didero, Collana Saggi stranieri, Milano, Rizzoli, 2009, ISBN 978-88-170-3059-5.
- D. Goleman-Warren Bennis-James O'Toole, Trasparenza. Verso una nuova economia dell'onestà, traduzione di S. Galli, Collana Saggi stranieri, Milano, Rizzoli, 2009, ISBN 978-88-170-3436-4.
- Leadership emotiva. Una nuova intelligenza per guidarci oltre la crisi, traduzione di F. Peri, Collana Saggi stranieri, Milano, Rizzoli, 2012, ISBN 978-88-170-6087-5.
- Focus. Perché fare attenzione ci rende migliori e più felici (Focus: The Hidden Driver of Excellence, 2013), traduzione di D. Didero, Collana Saggi stranieri, Milano, Rizzoli, 2013, ISBN 978-88-170-6751-5.
- La forza del bene. Il messaggio del Dalai Lama per una nuova visione del mondo (A Force for Good: The Dalai Lama's Vision for Our World, 2015), traduzione di D. Didero, S. Reggiani e L. Taiuti, Collana Saggi stranieri, Milano, Rizzoli, 2015, ISBN 978-88-170-8195-5.
- Piccolo manuale di intelligenza emotiva per leader che ottengono risultati, traduzione di R. Merlini, Milano, Rizzoli Etas, 2015, ISBN 978-88-170-8044-6.
- D. Goleman-Peter Senge, A scuola di futuro. Manifesto per una nuova educazione, traduzione di G. Gladis Ubbiali, Collana Management, Milano, Rizzoli, 2016, ISBN 978-88-170-8570-0.
- D. Goleman-Zenobia Barlow-Lisa Bennett, Coltivare l'intelligenza emotiva. Come educare all'ecologia, traduzione di G. Silvano, Collana Bebas, Roma, Tlön, 2017, ISBN 978-88-996-8413-6.
- D. Goleman-Richard J. Davidson, La meditazione come cura. Una nuova scienza per guarire corpo, mente e cervello (Altered Traits: Science Reveals How Meditation Changes Your Mind, Brain, and Body, 2017), Collana Saggi stranieri, Milano, Rizzoli, 2017, ISBN 978-88-170-9706-2.
- The Emotionally Intelligent Leader, Harvard Business Review Press, 2019, ISBN 978-1-63369-733-1.
- D. Goleman-Tsoknyi Rinpoche, Why We Meditate: The Science and Practice of Clarity and Compassion, Atria Books, 2022, ISBN 978-0241527870.
- D. Goleman-Cary Cherniss, Optimal. Dimentica la perfezione, evita il burnout e vivi al tuo meglio (Optimal: How to Sustain Excellence Every Day, 2024), collana BUR Saggi, traduzione di Daniele Didero, Milano, Rizzoli, 2025, ISBN 978-88-171-9335-1.